# La Côte-Saint-André
La Côte-Saint-André è un comune francese di 5 128 abitanti situato nel dipartimento dell'Isère della regione dell'Alvernia-Rodano-Alpi.
Ha dato i natali al grande compositore Hector Berlioz nel 1803.

## Società

### Evoluzione demografica
Abitanti censiti

## Amministrazione

### Gemellaggi
- Fusignano